# Browallia acutiloba
Browallia acutiloba là loài thực vật có hoa trong họ Cà. Loài này được A.S.Alva & O.D.Carranza mô tả khoa học đầu tiên năm 1980.